# Matlosa
Matlosa és una pel·lícula suïssa en italià del 1981 dirigida per Villi Hermann, es va presentar a competició a la Biennal de Venècia el 1981, al Festival Internacional de Cinema de Locarno el 1982 i al 13è Festival Internacional de Cinema de Moscou.

## Trama
Una família del Ticino marxa un cap de setmana a la muntanya, on Alfredo, el protagonista, va viure la seva infantesa. Però el viatge a la vall, que pateixen la seva dona i els seus fills, és més un ritual obsessiu que una fugida que el protagonista renova setmana a setmana a la recerca del seu passat. Alguns objectes o circumstàncies fan aflorar records a la ment d'Alfredo: es veu com un nen lluitant amb la realitat camperola, després un adolescent insegur i obligat a viure l'experiència d'un internat fora del cantó.
Fins i tot a la ciutat, a la feina, l'Alfredo no està serè: la manca de promoció fa tornar velles humiliacions que estan lligades a les actuals. L'equilibri d'Alfredo, incapaç de conciliar una infantesa viscuda en un món camperol ara distorsionat amb un present frustrant i repetitiu, el porta a una crisi. Però en aquesta fractura entre passat i present s'hi afegeix una segona contradicció: l'intent de redescobrir la infantesa es complica amb la recerca d'un pare, sigui real o simbòlic, que fos un "matlosa": en ticinès (masc 'lösa), venedor ambulant, fabricant de paraigües, triturador de ganivets, cisteller o fabricant de cordes, però també sense sostre, un marginat.

## Repartiment
- Omero Antonutti - Alfredo
- Francesca De Sapio
- Flavio Bucci - Il matlosa
- Nico Pepe - Zio Poldo
- Roger Jendly - Vincent
- Mario Marchetti
- Cleto Cremonesi
- Salvatore Landolina
- Roberto Pistone